# 岡山ネオポリス
岡山ネオポリス（おかやまネオポリス）は、岡山県赤磐市にある大規模住宅団地。

## 概要
赤磐市の南部、岡山市中心部から約17㎞のなだらかな丘陵地に位置する当団地は開発総面積約509万㎡の分譲住宅団地で、昭和51年9月の発売当時は民間最大規模といわれた。現在では、人口16,780人、6,073世帯(平成26年1月1日現在)、中学校1、小学校3つと運動公園、市役所出張所や金融機関に大型スーパー、小規模店舗、学習塾、私立保育園等も備えるニュータウンである。
開発主である大和ハウス工業により当時の岡山県赤磐郡山陽町及び熊山町に跨る丘陵地に造成され、計画人口32,000人、8,600世帯の住むベッドタウンとして開発分譲された。1976年から販売開始され、開発主の大和ハウス工業は、計画宅地のほぼすべてを販売済である。当初、建築条件無しの宅地の販売区画の多くは新たに転売や、所有者が個別に売却をし、平成26年4月の消費増税の追い風もあり新築ラッシュが続いている。
その反面、分譲開始からおよそ40年経つ当団地は高齢化も進み、徒歩圏内で利用できる鉄道駅がないこと、さらに丘陵地であるがゆえの坂の多い地形と赤磐市の中心部である麓の下市、高屋地区から離れていることが原因で高齢者には住み辛い環境にあることから家を手放す住人も少なくない。そのため、市ではネオポリス、山陽団地と近隣の施設などを結ぶ市街地循環バスや循環バスと老人福祉センターを結ぶシャトル便を運行するなど、住民の利便を図り過疎化を防止する施策を行っている。

### 小・中学校の学区

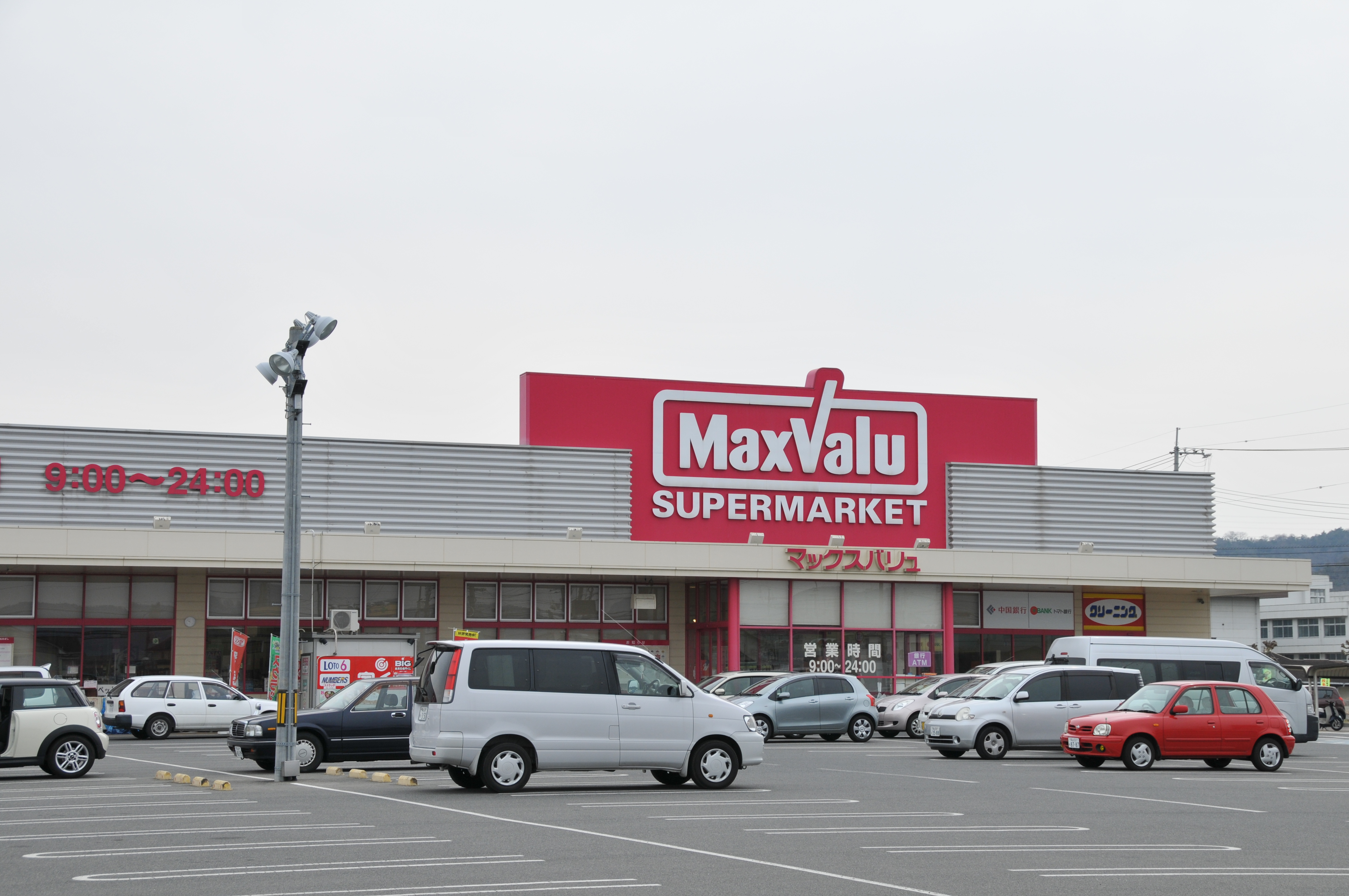
大型スーパーマーケット(マックスバリュ桜が丘店)

公立の小中学校に通学する場合、学区は次のように指定されているが、学校選択制度を導入しており、学区外であっても、一定条件を満たせば自宅から一番近い小中学校を選択し通学が可能である 。
| 区域           | 小学校       | 中学校       |
| -------------- | ------------ | ------------ |
| 桜が丘西一丁目 | 山陽東小学校 | 桜が丘中学校 |
| 桜が丘西二丁目 | 山陽東小学校 | 桜が丘中学校 |
| 桜が丘西三丁目 | 山陽東小学校 | 桜が丘中学校 |
| 桜が丘西四丁目 | 山陽東小学校 | 桜が丘中学校 |
| 桜が丘西五丁目 | 山陽東小学校 | 桜が丘中学校 |
| 桜が丘西六丁目 | 山陽北小学校 | 桜が丘中学校 |
| 桜が丘西七丁目 | 山陽北小学校 | 桜が丘中学校 |
| 桜が丘西八丁目 | 山陽北小学校 | 桜が丘中学校 |
| 桜が丘西九丁目 | 山陽北小学校 | 桜が丘中学校 |
| 桜が丘西十丁目 | 山陽北小学校 | 桜が丘中学校 |
| 桜が丘東一丁目 | 桜が丘小学校 | 磐梨中学校   |
| 桜が丘東二丁目 | 桜が丘小学校 | 磐梨中学校   |
| 桜が丘東三丁目 | 桜が丘小学校 | 磐梨中学校   |
| 桜が丘東四丁目 | 桜が丘小学校 | 磐梨中学校   |
| 桜が丘東五丁目 | 桜が丘小学校 | 磐梨中学校   |
| 桜が丘東六丁目 | 桜が丘小学校 | 磐梨中学校   |

## 主要施設
- 赤磐市役所桜が丘出張所
- 赤磐警察署桜が丘駐在所
- 赤磐市立桜が丘中学校
- 赤磐市立山陽東小学校
- 赤磐市立山陽北小学校
- 赤磐市立桜が丘小学校
- 赤磐市桜が丘運動場
- 桜が丘郵便局
- 備前日生信用金庫桜が丘支店

## 交通
公共交通は赤磐循環バス、最寄駅の瀬戸駅や岡山駅への路線バスなどが運行され、宇野バスネオポリス線ではマックスバリュ桜が丘店駐車場にてパーク・アンド・バスライドを実施している。また、大阪梅田行き高速バスへは下市バス停に無料駐車場が完備されている。
- 山陽自動車道山陽IC
- 岡山県道27号岡山吉井線
- 岡山県道37号西大寺山陽線
- 岡山県道253号可真上山陽線

## 住所の区分
- 桜が丘西一丁目～十丁目 （旧・山陽町）：郵便番号は709-0802（備前瀬戸郵便局管区）
- 桜が丘東一丁目～六丁目 （旧・熊山町）：郵便番号は709-0721（備前瀬戸郵便局管区）